# Колледж высшего образования Хониары
Колледж высшего образования Хониары (англ. Honiara Solomon Islands College of Higher Education, сокращ. SICHE) — государственный колледж в городе Хониара — столице Соломоновых Островов.

## История
В 1984 году Национальный парламент Соломоновых Островов принял закон, учредивший Колледж высшего образования Хониары. В его состав вошли:
- Педагогический колледж Соломоновых островов;
- Школа подготовки кадров государственного управления;
- Морская школа Ранади;
- Школа подготовки медсестёр Хониары;
- Технический институт Хониары.

С вхождением в состав колледжа данные учебные заведения были преобразованы, а в 2008 году закон был пересмотрен, благодаря чему колледж смог самостоятельно организовывать свои подразделения.
Сотрудничал с Южнотихоокеанским университетом (USP).

## Состав
На данный момент колледж включает в себя следующие подразделения:
- Школа образования (SOE);
- Школа финансов и администрации (SFA);
- Школа морских и сельскохозяйственных исследований (SMFS);
- Школа сестринского дела и исследований в области здравоохранения (SNFS);
- Школа промышленного развития (SID);
- Школа природных ресурсов (SNR);
- Школа туризма и гостеприимства (STH);
- Школа гуманитарных и естественных наук и массовой информации (SHSM).

## Кампусы
Колледж имеет кампусы в четырёх городах.